# بیشاپس‌بورن
بیشاپس‌بورن (به انگلیسی: Bishopsbourne) یک روستا و محله مدنی در بریتانیا است که در شهر کنتربری واقع شده‌است. بیشاپس‌بورن ۹٫۱۸ کیلومتر مربع مساحت و ۲۵۷ نفر جمعیت دارد.